# Toda Nudez Será Castigada
Toda Nudez Será Castigada é uma peça teatral escrita por Nelson Rodrigues em 1965.  Estreou no dia 21 de junho de 1965, no Teatro Serrador, do Rio de Janeiro, sob a direção do polonês Ziembinski, que em 1943 dirigira a montagem de estreia de Vestido de Noiva, também de Nelson Rodrigues.

## Sinopse
Herculano, pertencente a uma família conservadora povoada de tias faladeiras e beatas, fica viúvo e com um filho para tutoriar. Este filho, Serginho, pede ao pai que jure nunca mais casar-se e Herculano faz o juramento. Patrício, irmão de Herculano, endividado com mulheres e jogo, consegue apresentar ao irmão uma prostituta, por quem o protagonista fica perdidamente apaixonado. Ela é Geni, uma mulher que vive diariamente a agonia e o êxtase de uma obsessão: morrer de câncer no seio. Contra tudo e contra todos, Herculano casa-se com Geni e a leva para viver consigo no casarão da família. Ali esta conhece Serginho, por quem se envolve e se apaixona. Serginho pretende acabar com o casamento do pai a todo custo e, apesar de suas tendências homossexuais, mantém um caso com a madrasta.

## Personagens
- Herculano - homem conservador que, ao ficar viúvo, perdeu a alegria de viver.
- Geni - prostituta que vive a obsessão de morrer de câncer no seio.
- Patrício - é irmão de Herculano, um homem do mundo, bon-vivant que aposta nos cavalos e vive ladeado por prostitutas; está endividado.
- Serginho - filho de Herculano, possui tendências homossexuais e oscila entre o conservadorismo das tias e o liberalismo do tio.
- Três tias (nº1, nº2 e nº3) - conservadoras, beatas, fofoqueiras, vivem de mimar os homens da família.
- Odésio - espécie de factotum do prostíbulo onde Geni vive.
- Nazaré - empregada da casa, aparece apenas na cena inicial.

A peça possui ainda os seguintes personagens: o médico, o padre e o delegado.

## Narrativa
Em Toda Nudez, Nelson mais uma vez opta pela narrativa dos fatos pela ótica de um de seus personagens, do mesmo modo que em textos como: Boca de Ouro, Vestido de Noiva, Valsa Nº 6 e Bonitinha, Mas Ordinária. Isso equivale a dizer que o que vemos em cena nunca será a verdade dos fatos, mas o ponto de vista de um personagem de acordo com as circunstâncias em que se encontra no momento da narrativa.
Assim, em Toda Nudez..., Geni narra os acontecimentos da peça por meio de uma gravação. Na primeira cena, Herculano chega em casa e recebe, das mãos da empregada, uma fita. Ao colocar a fita para tocar, ouve a seguinte frase: "Herculano, quem te fala é uma morta...". A partir desse instante, os fatos que seguem serão narrados por Geni e imaginados por Herculano. A essa narrativa, claro, somam-se os fragmentos de memória do próprio protagonista, que os articula com a narrativa da esposa suicida.
Mais uma vez, Nelson joga sobre os fatos e acontecimentos, bem como sobre todos os personagens, o olhar de uma mulher no estertor da morte, como antes fizera em Vestido de Noiva.

## Encenações
Há registros de pelo menos três encenações consideradas memoráveis para este texto de Nelson Rodrigues. A primeira delas, de estreia, aconteceu em 1965, sob a batuta do Velho Zimba, na cidade do Rio de Janeiro. Cercada de controvérsias sobre quem viveria o papel da prostituta Geni, a montagem teve o seguinte elenco:
- Herculano................Luís Linhares
- Geni........................Cleyde Yáconis
- Patrício...................Nelson Xavier
- Serginho.................Ênio Gonçalves
- Tia Nº 1...................Elza Gomes
- Tia Nº 2...................Antônia Marzullo
- Tia Nº 3...................Renée Bell
- Odésio....................Olegário de Hollanda
- Médico....................Alberto Silva
- Delegado................José Maria Monteiro
- Padre......................Ferreira Maya
- Nazaré....................Jacyra Costa

A segunda, sob a direção de Antunes Filho, já nos primórdios do que viria a ser o CPT - Centro de Pesquisas Teatrais do SESC - SP, estreou exatos seis meses após a morte do autor, sob o título Nelson Rodrigues – O Eterno Retorno (1981). Esta encenação, que Sábato Magaldi classifica como “linda proposta artística”, pretendia lançar um olhar junguiano não apenas sobre Toda Nudez..., mas sobre um conjunto de seis peças que incluía: Álbum de Família, Beijo no Asfalto, A Falecida, Os Sete Gatinhos e Boca de Ouro. Algumas delas, Antunes retomaria nos espetáculos: Nelson2Rodrigues e Paraíso Zona Norte. A montagem, que viajou por diversos países da Europa, tinha em seu elenco, no segmento de Toda Nudez..., os seguintes atores:
- Herculano.................Washington Lasmar
- Geni..........................Marlene Fortuna
- Patrício.....................Marcos Oliveira
- Serginho...................Ary França

A terceira encenação de que se tem notícia, também muito bem sucedida, é a do Grupo Delta, da cidade de Londrina (PR), datada do ano de 1985.  A montagem foi dirigida por Antônio Teodoro e foi escolhida pelo lendário produtor do off-Broadway Joseph Papp para se apresentar no Public Theatre de Nova Iorque, no ano seguinte à sua estreia. O ponto alto do espetáculo era a sonoplastia pesquisada pelo próprio diretor, com tangos de Carlos Gardel e Astor Piazzolla, rumbas e boleros. Sem esquecer também Perfume de Gardênia, com o duo Cauby Peixoto & Ângela Maria, para uma das cenas fortes, tudo com coreografias de dança de salão criadas por Ceres Vittori. Teve ainda temporadas em Curitiba, São Paulo e Rio de Janeiro. De seu elenco participaram:
- Herculano.................Donizerri Boganza
- Geni..........................Ceres Vittori
- Patrício.....................Adriano Garib
- Serginho....................Luiz Claudio Castelo Branco

## Curiosidades
- A peça foi definida pelo próprio autor como "uma obsessão em três atos" e, como ocorre em todas as suas obras, fala da hipocrisia das famílias tradicionais.

- A Reportagem da revista Fatos & Fotos, datada de 15 de maio de 1965 e assinada por Célia Maria, levava o seguinte título: "A Peça da Discórdia", afirmando que algumas atrizes haviam recusado o papel da prostituta Geni. As declarações seguintes explicam a polêmica:

"Depois da leitura das três primeiras páginas, tive a convicção de que jamais poderia interpretá-lo (o papel de Geni). A personagem principal me repugnou. Nelson Rodrigues é o maior comerciante do teatro. É o dono absoluto da indústria do sensacionalismo." Gracinda Freire
"Nelson queria que eu assinasse o contrato sem ler a peça. Li e recusei. Não por uma questão de puritanismo, mas de categoria. A peça é ruim." Tereza Rachel
"Acredito tratar-se de mais um drama sexual tão ao gosto de Nelson Rodrigues. Se disserem a ele que a peça escandaliza, ele se sentirá realizado. Não admito, porém, que se diga que a peça é ruim." Fernanda Montenegro, que não aceitou o papel devido a compromissos profissionais na ocasião.